# Adan Jodorowsky
Adán Jodorowsky, también conocido por su seudónimo Adanowsky (Ciudad de México, 29 de octubre de 1979), es un músico, actor, productor y director de cine franco-mexicano.

## Biografía
Nacido en México el 29 de octubre de 1979. Adán es hijo del cineasta chileno Alejandro Jodorowsky y la actriz mexicana Valérie Trumblay. Hermano de Brontis Jodorowsky y Cristóbal Jodorowsky. Tío de Alma Jodorowsky. Y padre de Alion Jodorowsky.
Desde pequeño actúa en las películas de su padre Alejandro Jodorowsky y se dedica actualmente a su proyecto musical, a producir a otros artistas y a dirigir videos musicales y películas.

## Músico

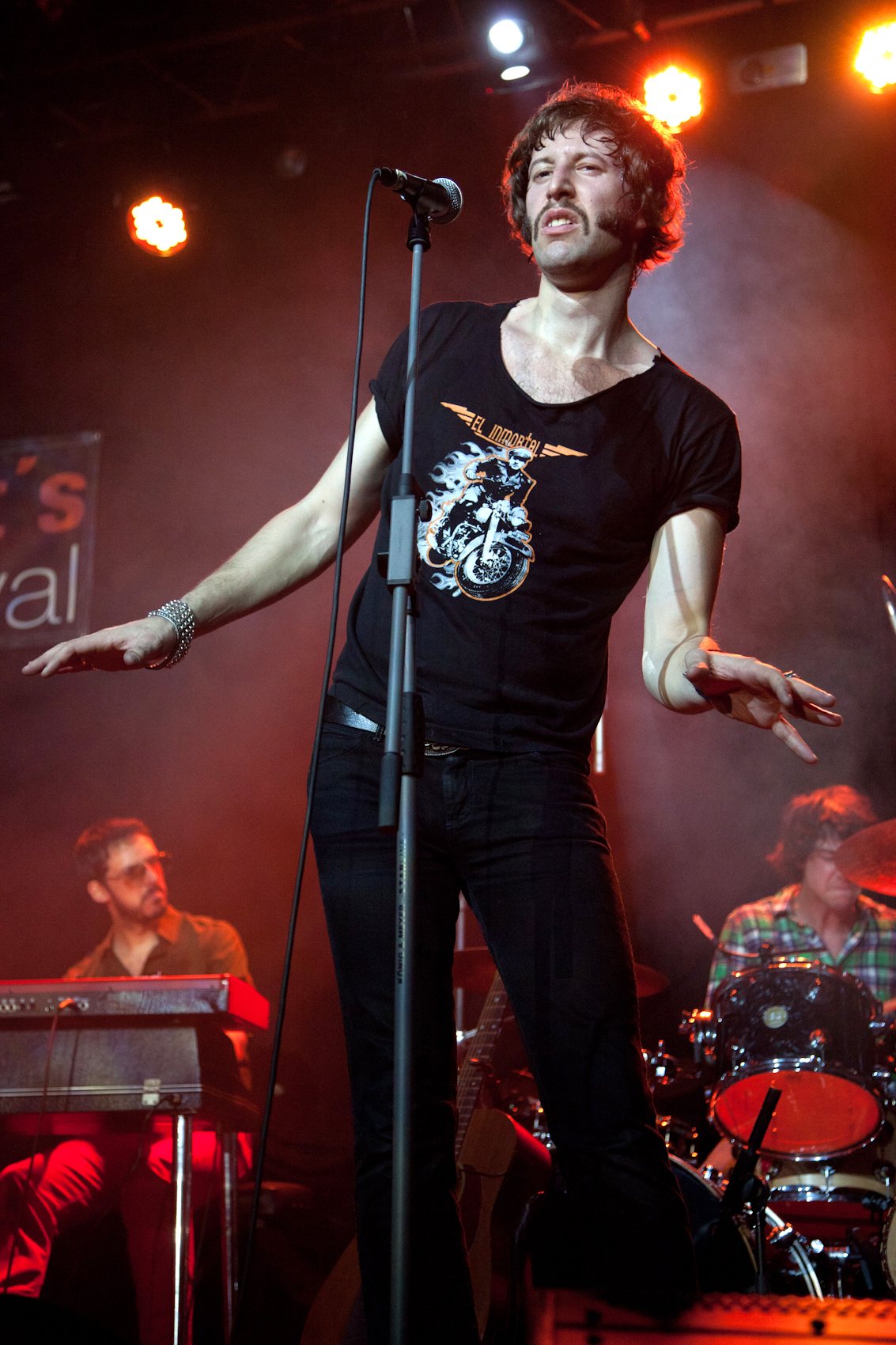
Adán Jodorowsky en 2011.

A la edad de dieciséis años se unió a la banda punk The Hellboys, abriendo shows para artistas de la talla de Joe Strummer, Brian Setzer, Rancid, etc. Más tarde prueba nuevos géneros musicales y conoce a Yarol Poupaud, incursionando así como productor musical. A la par, sirvió de bajista para la cantante francesa Adrienne Pauly.
El 30 de octubre de 2006 lanza su primer álbum como solista "Étoile Éternelle", bajo el nombre de Adanowsky. Con la notable influencia del músico francés Serge Gainsbourg.
Su segundo álbum "El Ídolo" es publicado en 2008. Adquiriendo buena recepción en diversos países latinoamericanos.
En 2011 presenta su tercer álbum como solista "Amador", considerado por la crítica como su mejor trabajo.
En 2014 produce y lanza el álbum synth pop "Ada".
En 2016 aparece el disco "Adan & Xavi y Los Imanes"
El en 2018 "Esencia solar", explorando ritmos caribeños y latinos.
Su último material discográfico salió en 2021 junto a The French Kiss, haciendo un homenaje a la canción popular francesa
En este disco, titulado "Mis grandes éxitos" tiene una colaboración con la cantante chilena Mon Laferte
Planea sacar otro álbum en el 2023, hasta ahora ha sacado 4 sencillos, You Want to Give Up, Noche Fría, Te Fuiste y When The Angel Comes junto a Karen O de los Yeah Yeah Yeahs.
Adán Jodorowsky ha colaborado con artistas como Robin Coudert, Devendra Banhart, Alizée, Natalia Lafourcade, Instituto Mexicano del Sonido, Teri Gender Bender, Sasha Sokol, Mon Laferte, entre muchos otros.
Por otra parte, Adan Jodorowsky ha compuesto soundtracks para las películas "Poesía sin fin" y "La danza de la realidad".
Próximamente lanza su nueva banda, The Guapos junto a Jay de la Cueva, Leiva (cantante) y David Aguilar, haciendo un homenaje al Rock and Roll en español.

## Productor Musical
En 2012 produjo el primer álbum solistas de León Larregui "Solstis" (vocalista de la banda mexicana Zoé). Recibiendo el disco dos nominaciones al Latin Grammy.
En 2016 trabaja de nuevo en el segundo álbum de León Larregui: "Voluma", posicionándose como uno de los discos más populares de aquel año.
Produjo la discografía completa de Bandalos Chinos, Camas Separadas y Puro Teatro de Daniela Spalla, Agendas Vencidas de David Aguilar nominado al Latín Grammy en la categoría,  mejor disco cantautor sencillos de Esteman y Mon Laferte.
Produjo también discos de Technicolor Fabrics, Playa Limbo, Jumbo y Leiva (cantante)
Recientemente produjo el nuevo disco de Natalia Lafourcade, De todas las flores y el nuevo disco de Enrique Bunbury.

## Actor de cine
Como actor ganó el Premio Saturno al Mejor Actor Joven en 1989 por su papel en Santa Sangre, una de las películas más conocidas de su padre, interpretando al niño Fénix.
En 2007 compartió pantalla con Julie Delpy en la película 2 Días En París.
En 2013 Adán apareció como actor en la película La danza de la realidad.
En 2016 protagonizó Poesía sin fin, bajo la dirección de Alejandro Jodorowsky.

## Director de cine
Ha realizado los cortos "Echek" (2000) and "Teou" (2001).
En 2013 dirigió el cortometraje "The Voice Thief", con la participación de Cristóbal Jodorowsky y Asia Argento como protagonista. Diane Pernet seleccionó el corto para competir en el ASVOFF Festival.
En 2015 Adán Jodorowsky dirigió el vídeo para su canción "Would You Be Mine" con la estrella porno Stoya.

## Filmografía
| Película                 | Año  | Personaje                |
| ------------------------ | ---- | ------------------------ |
| Poesía sin fin           | 2016 | Alejandro                |
| La danza de la realidad  | 2013 | Adan                     |
| 2 Días en París          | 2007 | Mathieu                  |
| Grandes écoles           | 2004 | L'étudiant inicio-arriba |
| Rien, voilà l'ordre      | 2003 | Le présentateur télé     |
| Les araignées de la nuit | 2002 | Le truand                |
| Les Héros sont debout    | 1997 | Le voleur du vidéo-Club  |
| Santa Sangre             | 1989 | Young Fenix              |

| Título                                              | Año  |
| --------------------------------------------------- | ---- |
| Don´t Try To Fool Me, Adanowsky                     | 2010 |
| Me Siento Solo, Adanowsky                           | 2011 |
| Dancing to the radio, Adanowsky                     | 2015 |
| Vagabundos de otro mundo, Adanowsky y Leon Larregui | 2018 |
| Mi Fe, Adanowsky                                    | 2018 |
| Vivir con Valor, Adanowsky y Natalia Lafourcade     | 2018 |
| Color Café, Adanowsky                               | 2018 |
| Solo falta lo mejor, Adanowsky                      | 2019 |
| Vértigo de Amor, Adanowsky                          | 2020 |
| Aline, Adanowsky y Mon Laferte                      | 2022 |
| You Want To Give Up, Adanowsky                      | 2022 |
| Calma, Esteman y Christian Jean                     | 2022 |
| Te fuiste, Adanowsky                                | 2022 |
| When The Angel Comes, Adanowsky y Karen O           | 2023 |

| Director de cine | Año  |
| ---------------- | ---- |
| Echek            | 2000 |
| The Voice Thief  | 2013 |

## Discografía

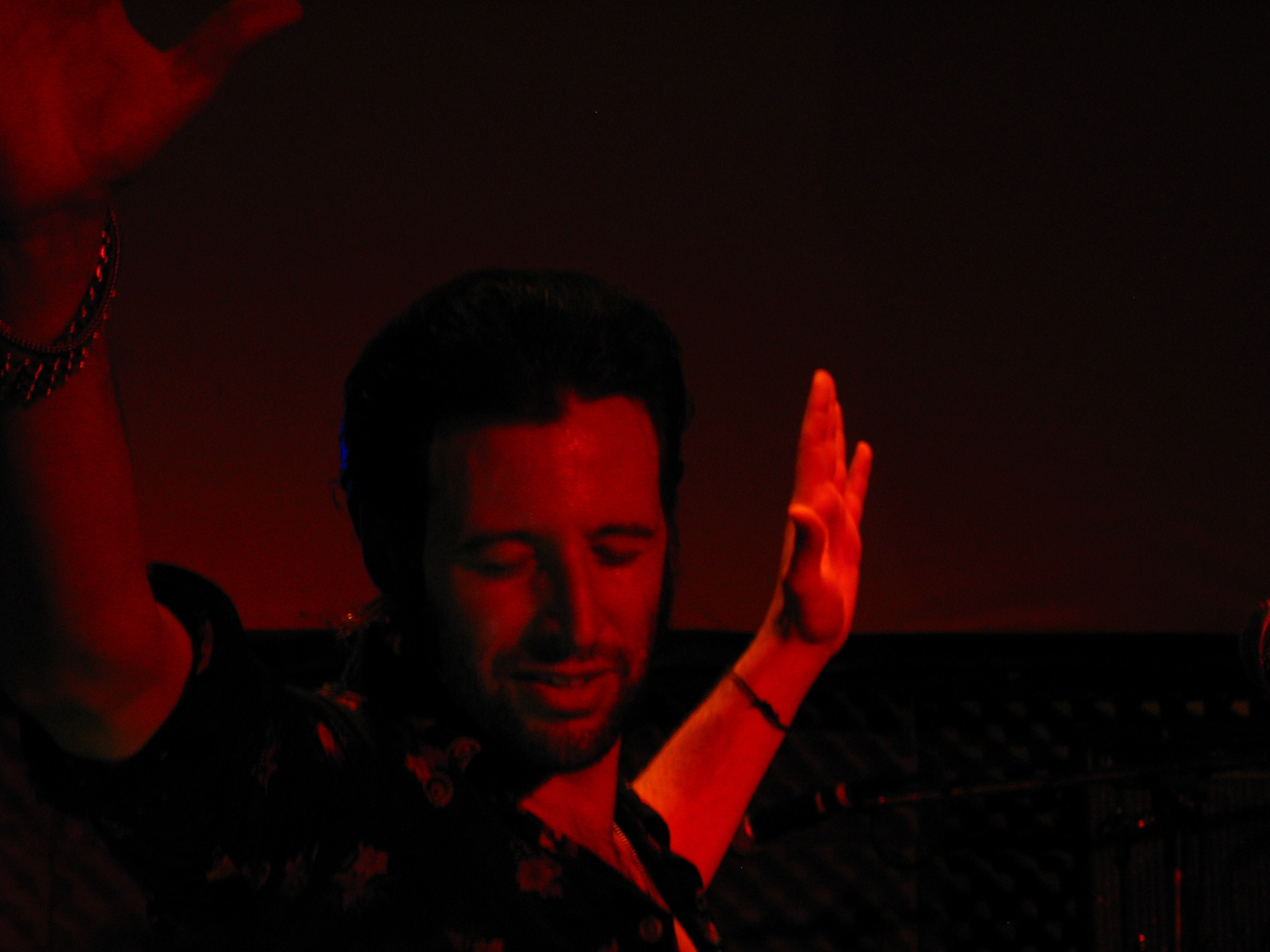
Adan Jodorowsky en Buenos Aires, Argentina

| Con The Hellboys     | Año  |
| -------------------- | ---- |
| Everything You Learn | 1998 |
| Amor mutante EP      | 2005 |
| Amor mutante         | 2006 |

| Como Productor Musical                          | Año  |
| ----------------------------------------------- | ---- |
| Amador, Adanowsky                               | 2010 |
| Solstis, León Larregui                          | 2012 |
| Ada, Adanowsky                                  | 2014 |
| Voluma, León Larregui                           | 2016 |
| Camas Separadas, Daniela Spalla                 | 2018 |
| BACH, Bandalos Chinos                           | 2018 |
| Esencia Solar, Adan Jodorowsky                  | 2018 |
| Manual de Viaje a un Lugar Lejano, Jumbo        | 2018 |
| Tiempo Compartido, Vacación                     | 2019 |
| Puro Teatro, Daniela Spalla                     | 2020 |
| Paranoia Pop, Bándalos Chinos                   | 2020 |
| Querer, Querer, Technicolor Fabrics             | 2021 |
| Luces de Sal, Playa Limbo                       | 2021 |
| Si Volviera a Nacer, Esteman                    | 2021 |
| Mis Grandes Éxitos, Adanowsky & The French Kiss | 2022 |
| Volver A, Vera Pedro                            | 2022 |
| De Todas las Flores, Natalia Lafourcade         | 2022 |
| El Big Blue, Bándalos Chinos                    | 2022 |
| Greta Garbo, Enrique Bunbury                    | 2023 |

| Álbumes                  | Año  |
| ------------------------ | ---- |
| Étoile Éternelle         | 2006 |
| El ídolo                 | 2008 |
| Amador                   | 2010 |
| Ada                      | 2014 |
| Adan & Xavi y los imanes | 2016 |
| Esencia Solar            | 2018 |
| Mis Grandes Éxitos       | 2022 |

| Como compositor de película | Año  |
| --------------------------- | ---- |
| Echek                       | 2000 |
| Teou                        | 2001 |
| La danza de la realidad     | 2013 |
| Poesía sin fin              | 2017 |

## Singles
- L'idole (También lanzado como El Ídolo en español)
- Estoy Mal
- Me Siento Solo
- Dancing to the Radio
- Would you be mine
- El Solitario Amor
- Banana Split
- Quién de los dos
- Es Así
- Vértigo de Amor
- Aline ft Mon Laferte
- You Want To Give Up
- Todo es Perfecto
- Te Fuiste
- Noche Fría
- When The Angel Comes ft Karen O